# Alexandre II (roi d'Iméréthie)
Pour les articles homonymes, voir Alexandre II.
Alexandre II (en géorgien: ალექსანდრე II ; mort le 1er avril 1510) est un monarque géorgien de la fin du XVe et du début du XVIe siècle qui règne comme roi non-couronné de Géorgie (1478-1479) et roi d'Iméréthie (1484-1510). Il est membre de la dynastie des Bagrations, qui gouverne la Géorgie dans plusieurs formes depuis le Xe siècle.
Fils de Bagrat VI de Géorgie, il succède éphémèrement à son père en 1478 lors de la guerre du triumvirat géorgien qui divise le royaume en plusieurs États indépendants. Expulsé par le prétendant, son oncle Constantin II, il prend rapidement refuge dans les montagnes du nord de la Géorgie occidentale, d'où il continue la guerre civile pendant plusieurs années. Il retourne au pouvoir en 1484 à la suite du chaos national qui empêche Constantin de défendre ses domaines et se fait couronner roi d'Iméréthie. Son règne reste instable et doit subir deux autres invasions de Constantin en 1485 et 1487, avant de gagner son trône finalement en 1489.
La division officielle de la Géorgie en 1490 fait d'Alexandre II l'un des quatre souverains géorgiens indépendants, ainsi que le fondateur du royaume d'Iméréthie, qui existe jusqu'en 1810. Il consacre son règne à réformer la situation intérieure du pays, tout en faisant face aux ambitions autonomes de la Mingrélie et de la Gourie. Après une tentative échouée de reconquérir la Géorgie centrale en 1509, l'Iméréthie affronte les Ottomans lors d'une première invasion qui inaugure les conflits géopolitiques de la région des prochains siècles. À sa mort en 1510, il est remplacé par Bagrat III.

## Biographie

### Jeunesse
Alexandre Bagration, qui naît à une date inconnue au XVe siècle, est fils de Bagrat Bagration, duc de Samokalako puis anti-roi en Géorgie occidentale, et de son épouse, une certaine Hélène. Tandis que les sources géorgiennes ne mentionnent guère de fraternité à Alexandre, il est probable qu'il soit le second fils du couple royal, certains documents contemporains mentionnant un Vakhtang comme fils aîné de Bagrat. Il est probable que Vakhtang meurt vita parentis, entre 1454 et 1468. Alexandre est mentionné dans une charte royale de son père reconnaissant le duc Abesalom de Svanétie.
En 1466, son père envahit la Karthli et se fait proclamer roi de Géorgie en tant que Bagrat VI durant la guerre du triumvirat géorgien. Bagrat VI s'oppose rapidement au prince Constantin Bagration, qui prétend également à la couronne géorgienne et en 1468, les deux atteignent un accord vers une paix temporaire : Bagrat VI reste roi de Géorgie et accepte de diviser le royaume à sa mort, Constantin héritant la Karthli et Alexandre, la Géorgie occidentale.

### Souverain éphémère
Bagrat VI meurt en 1478 et, malgré son accord avec Constantin, Alexandre tente de capturer les rênes du pouvoir en Karthli et en Iméréthie,. Mais Constantin, qui gouverne déjà la Karthli inférieure et l'Arménie géorgienne, menace Tbilissi, la capitale, et Alexandre tente de se faire couronner à Koutaïssi, en Géorgie occidentale, par le catholicos d'Abkhazie. Son couronnement échoue toutefois quand la cérémonie est boycottée par les ducs Vameq II de Mingrélie, Kakhaber II de Gourie et ceux d'Abkhazie et de Svanétie, leur absence retirant la légitimité d'Alexandre.
Tandis que l'armée royale reste sous le contrôle d'Alexandre, Constantin II capture rapidement Tbilissi avec l'aide de milices montagnardes venant de Khevsoureti et de Toucheti, laissant Alexandre sans sa capitale. Ses troupes se replient rapidement hors de Karthli et de nombreuses forteresses à travers la Géorgie centrale tombent successivement aux mains des troupes de Constantin, qui remplace les petits nobles installés par Bagrat VI et Alexandre II par des gouverneurs loyaux. En 1479, Gori est pris par Constantin II et Alexandre prend refuge à Koutaïssi. Vameq II de Mingrélie, qui souhaite prendre sa revanche sur l'héritage de Bagrat VI pour l'autocratie de ce dernier, forme une alliance avec Constantin et aide ce dernier à envahir l'Iméréthie.
L'effondrement de l'armée royale est accompagnée par la trahison des nobles de l'Iméréthie, qui prêtent allégeance à Constantin en 1479. Alexandre se fortifie dans une citadelle, tandis que les montagnards de Constantin et les troupes mingréliennes de Vameq II capturent ensemble Koutaïssi. Dans ce centre de la Géorgie occidentale, Constantin II reçoit l'allégeance des ducs de Mingrélie et de Gourie, laisse un battaillon dans la ville pour la protéger contre une potentielle future attaque par Alexandre et part se battre contre le Samtskhé, une autre province géorgienne rebelle.

### Guérilla
Après sa défaite de 1479, Alexandre se retire dans les montagnes de Ratcha et Letchkhoumi, où il forme une alliance avec la peuplade locale et continue à prétendre au trône de son père. Le généalogiste Cyrille Toumanoff, en effet, dit qu'Alexandre reste attaché à l'idée de son droit héréditaire au trône géorgien en tant qu'aîné des descendants de David VI (r. 1245-1293), tandis que l'historien turc İbrahim Peçevi, qui écrit au XVIe siècle, justifie la prétention généalogique d'Alexandre. L'historien moderne Donald Rayfield, toutefois, assume que Constantin II fait d'Alexandre le duc de Ratcha et Letchkhoumi en 1479, avec résidence à la cour royale de Koutaïssi.
Autant est-il qu'il gouverne les deux provinces et mène une résistance au pouvoir central. En 1483, il épouse une certaine Tamar et il est possible qu'il utilise l'occasion pour se faire couronner comme anti-roi par la noblesse locale. La même année, Constantin II reçoit une défaite décisive contre le Samtskhé et est obligé de se retirer vers Tbilissi. En 1484, Vameq II de Mingrélie, qui sécurise le pouvoir central en Iméréthie au nom de Constantin, meurt et Alexandre voit ces évènements comme une opportunité pour reprendre le pouvoir et se lance dans une nouvelle campagne militaire.

### En Iméréthie

#### Indépendance

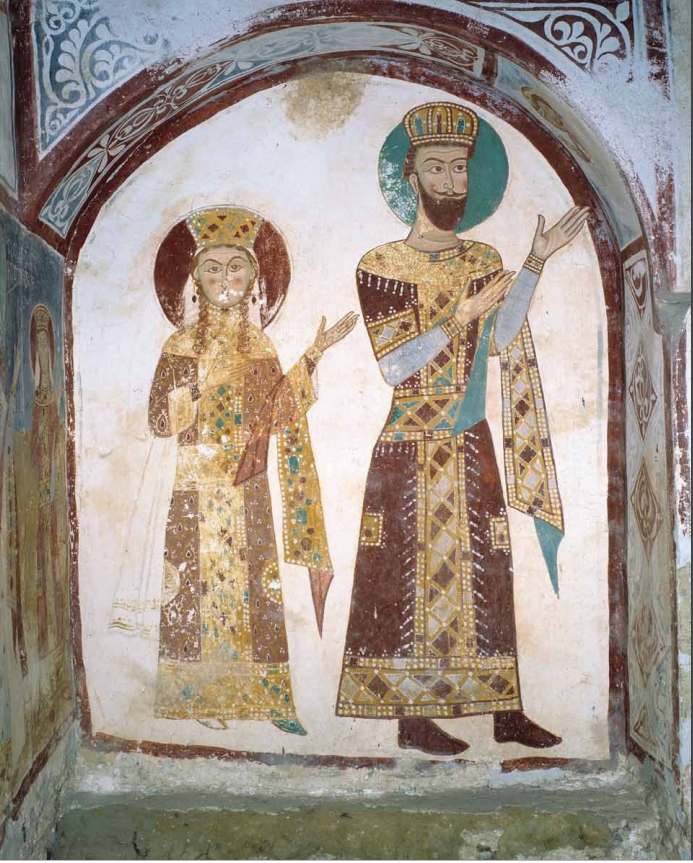
Alexandre II et la reine Tamar, fresque murale au monastère de Ghélati.

Avec l'aide de ses forces montagnardes, Alexandre capture une Koutaïssi affaiblie et abandonnée en 1484 et se fait couronner comme Alexandre II, roi de Likht-Iméréthie (ლიხთ-იმერეთი, signifiant « la nation de ce côté du Likhi », le Likhi étant la chaîne de montagne séparant la Géorgie occidentale de la Karthli), une déclaration d'indépendance contre le reste du royaume de Géorgie. À la suite de son couronnement, il envahit le reste de la contrée, sans pour autant parvenir à soumettre la Mingrélie et la Gourie, tandis que Constantin est occupé par une guerre en Samtskhé.
Constantin II continue sa guerre pour réunifier la Géorgie et tente d'envahir l'Iméréthie en 1485, mais est vaincu par Alexandre et un noble de la famille Lortkipanidzé lors d'une bataille à Tchikhori. Le roi géorgien est obligé de retourner en Karthli en 1486 quand le Sultan Yaqoub d'Aq Qoyunlu commence une série d'incursions militaires dans ses domaines. Liparit II Dadiani, duc de Mingrélie, continue toutefois à s'opposer à Alexandre et en 1487, il invite Constantin II à revenir en Iméréthie. Les forces karthliennes et mingréliennes, alliées avec certaines factions nobles imères, envahissent alors les domaines d'Alexandre, qui est contraint d'abandonner sa capitale de nouveau et de se fortifier dans une citadelle. Quand les milices montagnardes de Constantin assiègent Alexandre, ce dernier se réfugie dans les montagnes du nord du pays et Constantin et Liparit prennent contrôle des forteresses loyales au fils de Bagrat VI.
Constantin sécurise sa conquête en utilisant des tribus ciscaucasiennes pour faire régner sa juridiction. Il reste quant à lui à Koutaïssi, craignant une nouvelle révolte d'Alexandre. Ainsi, quand Yaqoub envahit encore une fois la Karthli en 1488, il résiste aux demandes de son retour et envoie deux de ses généraux se battre à sa place. Toutefois, Yaqoub réussit à mettre siège sur Tbilissi, obligeant Constantin de quitter l'Iméréthie sans défense, laissant ainsi la place à Alexandre de retourner au pouvoir,.
Avec une situation grave en Géorgie orientale, Alexandre II parvient à faire la paix avec la noblesse imère et Liparit de Mingrélie. En 1489, une coalition de forces montagnardes de Ratcha, Letchkhoumi et Svanétie envahissent l'Iméréthie et capturent de nombreuses forteresses stratégiques sans laisser à Constantin l'opportunité de riposter. Koutaïssi tombe en peu de temps, marquant la séparation finale de l'Iméréthie, une séparation qui dure jusqu'à l'invasion russe au XIXe siècle.
En 1490, Tbilissi libérée, Constantin II réunit son conseil royal afin de décider d'un plan d'action pour la reconquête de la Kakhétie, l'Iméréthie et le Samtskhé. Toutefois, la grande noblesse géorgienne qui siège au conseil craint de voir les pouvoirs de Constantin augmenter considérablement et décide de dissoudre officiellement le royaume de Géorgie créé en 1008. Une série de traités de paix sont alors signés entre Constantin et les nombreux dirigeants régionaux. En Iméréthie, Tbilissi négocie une reconnaissance des frontières d'Alexandre II, tandis que celui-ci est obligé d'accepter une autonomie considérable de la Gourie et Mingrélie, avec l'Abkhazie intégrée en Mingrélie : une Géorgie occidentale décentralisée et instable peut ouvrir les portes vers une reconquête future. Un traité final est signé entre Constantin et Alexandre en 1491, un an après la décision du conseil royal (ou 1493 selon certaines sources).

#### Formation d'un nouveau royaume

Charte royale d'Alexandre II de 1496.

Devenu indépendant, Alexandre II doit faire face à un royaume instable et une noblesse puissante qui menace sa puissance constamment. Il passe ses premières années sur le trône à tenter d'établir son pouvoir en guerroyant contre les seigneurs récalcitrants : plusieurs sont exécutés et d'autres sont confisqués de leurs terres et titres de noblesse ou remplacés par d'autres nobles loyaux à la Couronne. Son plus grand problème demeure toutefois chez les grands princes qui gouvernent les régions de la Mer Noire, Liparit de Mingrélie et Georges de Gourie. Avec eux, il ne trouve la paix qu'après un accord qui définit le reste de l'histoire du royaume d'Iméréthie:
- la Couronne ne s'implique plus dans les affaires internes des deux principautés[25] ;
- les princes de Mingrélie et de Gourie sont libérés de leur obligation de payer des impôts à Koutaïssi[25] ;
- les souverains de Mingrélie deviennent automatiquement mandatourt-oukhoutsessi, ou ministre de l'Intérieur[25] ;
- les souverains de Gourie deviennent de même amir-spassalari, commandant des troupes royales[25] ;
- la Mingrélie et la Gourie sont contraints de fournir l'armée royale de soldats[18] ;
- les terres des deux principautés restent ouvertes pour les chasses royales[25] ;
- le roi préserve le droit de jure de confirmer la succession d'un prince[26].

Alexandre II tente également de forcer sa juridiction en Abkhazie en soumettant le prince Salomon Chervachidzé, ainsi que la famille ducale Guelovani de Svanétie. Des documents contemporains montrent qu'Alexandre s'implique rapidement dans les affaires internes de la Svanétie et lors d'un conflit politique sur la domination de la province montagnarde, il soutient le clan Djaparidzé-Koutchaïdzé. Imitant ses collègues de Karthli et de Kakhétie, il s'engage dans une réforme militaire qui divise les forces armées en quatre sadrocho, dirigés par le roi et les seigneurs héréditaires d'Argveti, de Ratcha et de Letchkhoumi. Tandis qu'une réforme similaire en Kakhétie donne au monarque un grand contrôle sur son armée, les changements d'Alexandre autorise la noblesse d'accroitre ses pouvoirs, divisant de plus le petit royaume.
En 1495, la reine Tamar donne naissance au prince Bagrat, l'héritier d'Alexandre II,. La même année, il signe un nouvel accord de paix avec Constantin de Karthli, garantissant l'aide de ce dernier contre la petite noblesse rebelle d'Iméréthie.

#### Invasion de la Karthli
Le manque d'unité entre les quatre souverains géorgiens se révèle une nouvelle fois en 1500, quand Constantin II, Alexandre Ier de Kakhétie et Kai-Khosrov Ier Jakéli forment une coalition anti-ottomane avec la Perse séfévide, une coalition à laquelle Alexandre II ne participe pas. En 1505, Constantin, archnémèse d'Alexandre, meurt et laisse son royaume à son fils, David X.
Alexandre utilise la faiblesse du jeune roi pour tenter de réunifier la Géorgie sous son sceptre. En 1509, il traverse le Likhi avec une large armée et capture la ville de Gori. Faisant face à une invasion, David X refuse de participer à un conflit contre d'autres Géorgiens et reste connu pour sa réponse à un conseil royal demandant une réponse ferme contre les envahisseurs : « qui aime le trouble rencontre le trouble ». Alexandre II continue son avancée et annexe bientôt la totalité du nord-ouest de la Karthli.

#### Invasion ottomane

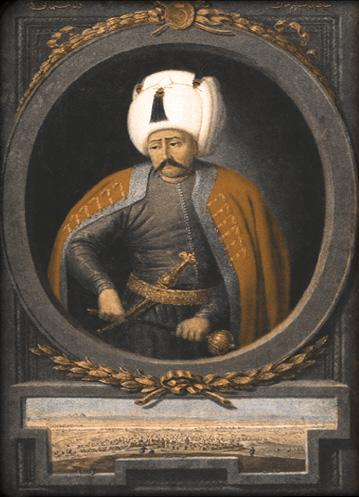
Sélim, gouverneur de Trabzon

Aux frontières de l'Iméréthie, l'empire ottoman gagne de la puissance mais, malgré une incursion militaire rapide en 1461 pour dissuader les Géorgiens d'intervenir à l'aide de Trébizonde, les Turcs ignorent largement la Géorgie occidentale durant la seconde moitié du XVe siècle. Cette politique change toutefois sous le règne du sultan Bayézid II (1481-1512), qui se focalise sur ses frontières orientales pour lutter contre l'influence de la nouvelle Perse séfévide. Dès le début des années 1500, une armée ottomane envahit le Samtskhé et la Gourie et confisque temporairement les provinces d'Adjarie et de Tchanétie. Parallèlement, les Ottomans utilisent la Mer Noire pour influencer l'Abkhazie et incorporent la tribu des Djiks dans leur sphère d'influence.
En 1509, les Ottomans utilisent l'absence d'Alexandre II, qui est en campagne en Karthli, pour envahir l'Iméréthie. Sélim, gouverneur turc de Trébizonde et fils du sultan, envahit le 23 novembre 1509, en tête d'une armée de Ciscaucasiens établis en Anatolie. Les envahisseurs ravagent le royaume, capturent Koutaïssi, brûlent la capitale et le monastère de Ghélati, centre religieux de Géorgie occidentale. Alexandre quitte Gori immédiatement, autorisant David X de Karthli de reconquérir les provinces occupées par les Imères, mais ne parvient pas à libérer les prisonniers capturés comme esclaves par les Ottomans. L'invasion est détaillée par l'historien turc İbrahim Peçevi au XVIe siècle.
En mars 1510, la reine Tamar meurt, tandis qu'Alexandre prépare un plan pour lancer une incursion en Anatolie contre les Ottomans. Il contracte une maladie « aussi douloureuse que malade », selon les Chroniques géorgiennes, et meurt le 1er avril 1510. Il est enterré avec sa femme au monastère de Ghélati. Son fils mineur Bagrat III lui succède au trône.

## Famille
En 1483, Alexandre II épouse une certaine Tamar, dont les origines sont inconnues. Ensemble, ils ont cinq enfants :
- Bagrat Bagration d'Iméréthie (1495-1565), roi d'Iméréthie ;
- David Bagration d'Iméréthie (né en 1505), mort vita parentis ;
- Vakhtang Bagration d'Iméréthie (mort après 1545), anti-roi contre Bagrat III ;
- Khosro Bagration d'Iméréthie ;
- Hélène Bagration d'Iméréthie, épouse du seigneur Serge Mikmetsidzé.

## Héritage
Alexandre II continue la politique religieuse de son père, qui assure l'indépendance religieuse de la Géorgie occidentale en formant le Catholicossat d'Abkhazie. En 1490, il nomme Étienne comme catholicos. Les documents royaux contemporains démontrent de nombreux présents que le roi offre à l'Église, dont une maison au monastère de Ghélati en 1495 et une famille paysanne à l'église Khakhouli de Ghélati en 1505.

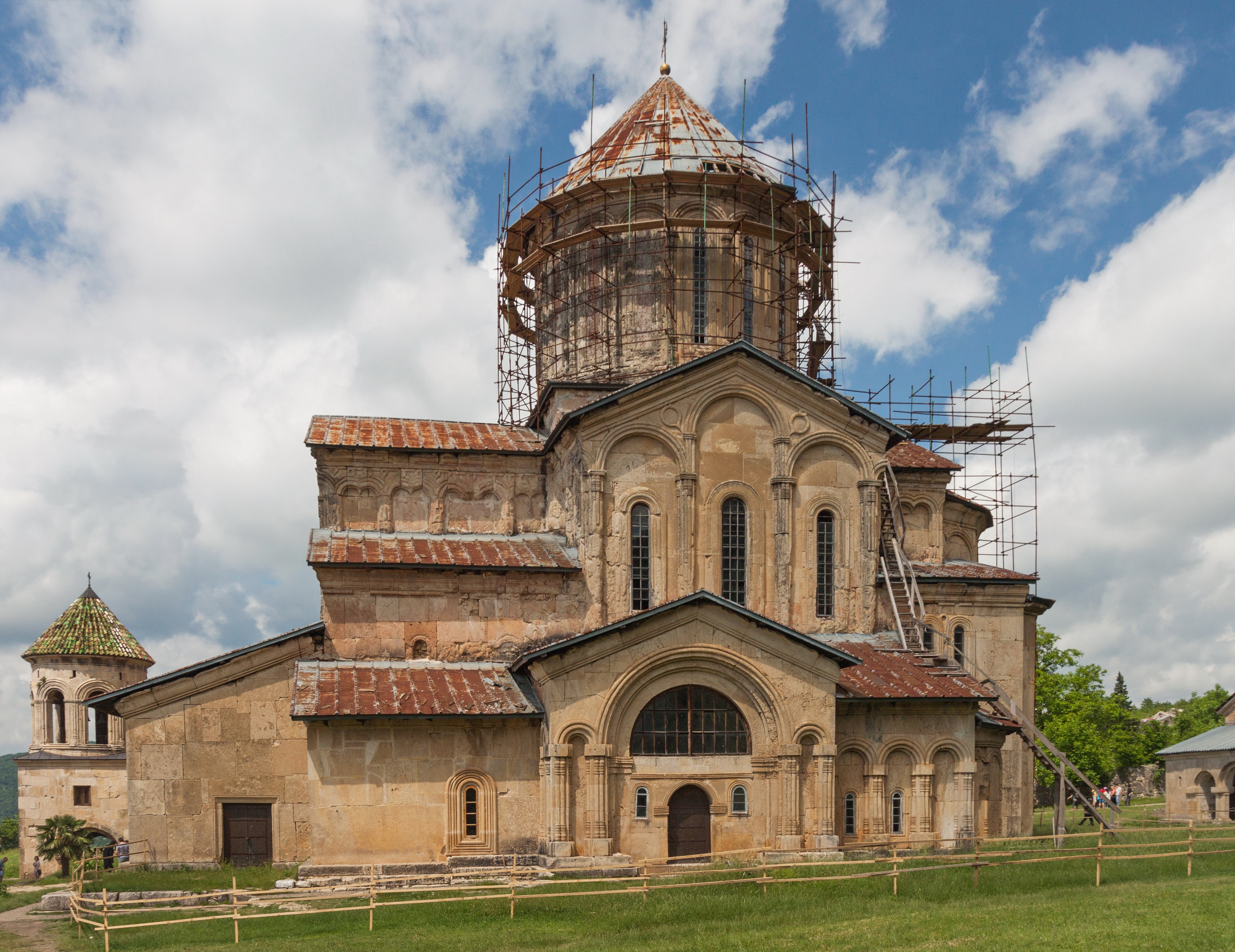
Alexandre II est enterré au monastère de Ghélati

En 1492, près de 200 000 Juifs d'Espagne sont expulsés lors de l'Inquisition espagnole et se réfugient dans l'empire ottoman. Une partie s'établit en Géorgie occidentale, formant une communauté juive sous le règne d'Alexandre II. Cette hospitalité de la part d'un roi chrétien dans un temps ou les pays européens persecutent les Juifs a été souvent utilisée comme exemple de la tolérence géorgienne par la présidente Salomé Zourabichvili (2018-) dans sa campagne de faire reconnaître celle-ci comme héritage culturel par l'UNESCO.
Une inscription sur le monastère de la Croix en Iméréthie mentionne Alexandre comme « Roi des rois de Likht-Imer et Likht-Amier », faisant de lui le premier monarque à prendre ce titre. Ses successeurs préservent ce titre jusqu'à l'invasion russe de 1810. Alexandre est l'ancêtre de la lignée des Bagrations d'Iméréthie, qui compte vingt souverains et une famille noble qui existe jusque aujourd'hui.